# 布雷頓 (伊利諾伊州)
布雷頓（英語：Brereton）是位於美國伊利諾伊州富爾頓縣的一個非建制地區。該地的面積和人口皆未知。

## 地理
布雷頓的座標為40°36′31″N 90°01′33″W / 40.60861°N 90.02583°W，而該地的平均海拔高度為215米（即705英尺）。